# Kamikaze (manga)
Pour les articles homonymes, voir Kamikaze (homonymie).
 (février 2013).
Si vous disposez d'ouvrages ou d'articles de référence ou si vous connaissez des sites web de qualité traitant du thème abordé ici, merci de compléter l'article en donnant les références utiles à sa vérifiabilité et en les liant à la section « Notes et références ».
Kamikaze (神・風, Kami Kaze) est un manga écrit et illustré par Satoshi Shiki, publié dans le magazine Afternoon  de Kōdansha de 1998 à 2003.
Une série audio de 2-CD basée sur le manga a été publiée le 26 décembre 2003. Une traduction en anglais des sept volumes du manga a été publié par Tokyopop en Amérique du Nord entre février 2006 et février 2008.

## Synopsis
Il y a mille ans, 88 Fauves sont descendus sur Terre, menaçant l'humanité. Cinq guerriers élémentaires, les membres de sang pur des tribus mystiques du Matsurowanu Kegai no Tami (化外の民) résistent devant les Fauves. Envoyés dans une prison dimensionnelle, ils maudirent les guerriers de Ciel, Vent et Feu, pour qu'un jour leurs descendants soient attirés par leur libération, donnant aux démons une autre chance de pouvoir détruire l'humanité.
Dans le Japon d'aujourd'hui, les descendants maudits tournent le dos aux guerriers de la Terre et de l'Eau et cherchent les portes de la prison dimensionnelle qui détient les 88 Fauves. L'histoire suit Mikogami Misao, la "Jeune fille de l'Eau", dont le sang peut déverrouiller la prison qui détient les 88 Fauves légendaires, et Ishigami Kamuro, le guerrier de la Terre.

## Personnages

### Les descendants du clan Kegai no Tami

#### Eau
Mikogami Misao  (御子 神 みさお)Doublé par : Satsuki Yukino (série audio)
Misao est une orpheline vivant dans un couvent avec des femmes bienveillantes. C'est la "Jeune fille de l'Eau" dont le sang peut libérer les 88 Fauves qui ont été bannis il y a 1 000 ans. C'est pour cette raison qu'elle est recherchée par les cinq Shiranami. Misao veut être amie avec "Sakurai" (Aiguma) bien que tout le monde pense qu'elle est effrayante et psychotique. Misao est une jeune fille timide et naïve, mais gentille, qui a souvent fait sa vie comme bon lui semblait. Quand Ishigami se présente pour lui demander son aide pour arrêter la résurrection des 88 Fauves, Misao parle pour la première fois d'elle-même, ce qui lui donne de nouveau confiance en elle et ravive la foi intérieure qu'elle avait gardé enfermée en elle pendant si longtemps. En plus de cela la «vraie» Misao, la "Fille de l'Eau", semblait avoir été réveillée par sa force retrouvée et n'hésitera pas à déchaîner sa colère sur ceux qui la croisent.
Mikogami Sae
L'ancien chef de la tribu Mizu No Tami et grand-mère de Misao. Elle explique à Misao qu'un conflit entre les tribus Kegai no Tami à cause de la résurrection des 88 Fauves approche, et qu'elle est la seule qui a les capacités du Mizu, et que, par conséquent, elle doit devenir la prochaine chef de sa tribu. Elle est tuée par Kaede dans le volume 3.

#### Terre
Ishigami Kamuro  (石神 カムロ)Doublé par : Akira Ishida (série audio)
L'Homme de la Terre, un guerrier mystérieux qui fait partie de la tribu Kegai no Tami. Il est né avec une pierre dans la main dont il dit qu'elle l'aide à renforcer ses instincts de combat, ainsi qu'à pouvoir fermer les yeux. Il a également dit qu'il n'a pas encore trouvé un adversaire qui peut dépasser ses instincts, mais découvre plus tard cet adversaire sous la forme d'Higa-sama. Ensuite, Ishigami donne à la pierre à Misao comme un rappel de la promesse qu'il a faite de combattre à ses côtés. Ishigami manie le Kamikaze légendaire, un katana transmis à travers les générations dans la tribu de la Terre.
Ishigami Daidara
L'ancien chef du Chi et grand-père de Kamuro. Après que les Cinq Shiranami aient saccagé le village de Chi et massacré les habitants, Daidara dit à Kamuro de le tuer pour qu'il puisse devenir plus fort et ainsi empêcher les tribus rivales Kegai No Tami de ressusciter les Fauves.
Aida
Lycéen et un des rares Chi no Tami encore en vie, il apparaît comme étant le Chasseur Kegai No Tami, poursuivant et exécutant tous les guerriers du Feu et du Vent.

#### Feu
Higa  (比 嘉)Doublé par : Toshihiko Seki (série audio)
L'Homme de Feu et un des descendants maudits de la Kegai no Tami forcés à libérer les 88 Fauves. Il est de sang-froid et vantard de ses points forts au début, mais dans le volume 5 il a été libéré de l'ensorcèlement des Fauves et rejoint Kamuro et Misao dans leur quête pour arrêter les Fauves dans leur conquête du monde.  Il est aussi le père de Zen, un jeune garçon qui est la clé du sauvetage du monde.

#### Vent
Kaede  (かえで)Doublé par : Ai Orikasa (série audio)
La Dame du Vent et femme de Higa. Elle a des pouvoirs sur le vent, prend son devoir en tant que chef des Kaze no Tami très au sérieux pour protéger son clan et se donnera beaucoup de mal pour cela. Il est probable que Kaede soit lesbienne, forçant sa subordonnée, Aiguma, à coucher avec elle. Après avoir donné son sang au Torii du Vent, elle est devient plus docile et finit par réaliser qu'elle est fautive dans la résurrection des 88 Fauves.
Zen
Le fils de Higa et de Kaede. Il représente l'énergie positive à l'opposé de celle négative de Kayano. Il a également des pouvoirs propres à lui qui se complètent avec ceux de Kayano.

#### Ciel
Kayano
Le chef de la tribu Utusho no Tami. Il a rompu le charme hypnotique alors sur les clans du Ciel, du Feu et du Vent qui a déclenché le début de la résurrection des 88 Fauves.

### Les Trois Amatsu
Les Trois Amatsu sont des guerriers sous la subordination directe de Higa ou de Kaede. Ils peuvent aussi faire partie des clans Kegai No Tami.
Aïguma  (蓝 隈)
Connue sous le nom de "Sakurai" par ses camarades de classe. Elle travaille directement pour Kaede, bien que la moitié du temps, elle semble avoir un peu peur de sa maîtresse, probablement à cause des désirs sexuels de Kaede envers elle. Chaque fois que Aïguma échoue dans une mission, Kaede la punit en la forçant à dormir avec elle.
Kaenguma  (火 焔 隈)Doublé par : Katsuyuki Konishi (série audio)
Un arrogant jeune homme qui a la possibilité de contrôler le feu.
Beniguma  (红 隈)Doublé par : Ryo Hirohashi (Série audio)
Une collégienne avec un pouvoir sur les animaux. Elle dit qu'elle tue des humains pour qu'il y en ait moins pour faire du mal aux animaux. Elle est abandonnée par son groupe après une bataille à l'école qui a mal tourné et l'a laissée grièvement blessée. Il lui arrive d'accompagner à l'improviste Ishigami, même si ce n'est pas certain qu'elle soit devenue son nouvel allié. Elle a aussi un chien, Lancelot, qui est un tueur vicieux comme elle.
Oba
Une femme d'âge mûr qui dirige l'équipe. Elle n'a pas de pouvoirs, mais est forte et vicieuse et porte un fusil. Elle est comme la figure maternelle du groupe.

### Les Cinq Shiranami
Les Cinq Shiranami sont des guerriers surnaturels, ils font également partie de la tribu Kegai No Tami, avec des pouvoirs démoniaques résultant d'une modification génétique avec les cellules des 88 Fauves. Ce sont les hommes de main de Higa.
Rihei
Un gueulard fou à bras électroniques qui permettent de trancher une tête aussi facilement qu'avec une épée ainsi que de pouvoir tirer des balles enflammées et des bombes.  Il porte souvent des lunettes ou un masque, sans doute pour cacher son visage hideux. Son passé n'est pas connu pour le moment.
Rikimaru
Un géant difforme qui parle peu. Il est le plus sage des Cinq. Sa foi dans les 88 Fauves a vacillé quand il a vu sa vraie nature maléfique.
Kikunosuke
Il s'est auto-proclamé "Déesse Punk de la Chance" auto-proclamé. Kikunosuke est né avec une main en forme de lame et pour cela, il a été rejeté dès la naissance et par la suite par ses parents adoptifs, d'où sa haine pour les humains.
Jyuzo
Un homme avec la capacité d'étendre les parties de son corps dans des proportions inhabituelles. Il peut aussi se fondre dans le corps des bêtes et les contrôler à sa guise.

## Manga

### Liste des volumes
| no | Japonais         | Japonais      | Français           | Français      |
| no | Date de sortie   | ISBN          | Date de sortie     | ISBN          |
| -- | ---------------- | ------------- | ------------------ | ------------- |
| 1  | 23 mars 1998     | 4-06-319918-5 | 23 mars 1998       | 9782845380318 |
| 2  | 21 avril 1999    | 4-06-334055-4 | 30 novembre 1999   | 9782845380349 |
| 3  | 21 avril 2000    | 4-06-334295-6 | 1er septembre 2001 | 9782845380387 |
| 4  | 23 janvier 2001  | 4-06-334374-X |                    | 9782845380493 |
| 5  | 23 janvier 2002  | 4-06-334486-X | 27 juillet 2002    | 9782845381179 |
| 6  | 21 novembre 2003 | 4-06-334781-8 | 23 septembre 2004  | 9782845383630 |
| 7  | 21 novembre 2003 | 4-06-334782-6 | 10 novembre 2004   | 9782845384132 |

## Série audio
Un CD de la série Kamikaze  (ABCA-5030) a été publié le 26 décembre 2003.